# W.C. Fields
W.C. Fields, egentligen William Claude Dukenfield, född 29 januari 1880 i Philadelphia, Pennsylvania, död 25 december 1946 i Pasadena, Kalifornien, var en amerikansk komiker, skådespelare och jonglör, bäst ihågkommen för sina roller som misantrop och cyniker, som ändå på något sätt ansågs som älskvärd.

## Biografi

### Uppväxt
Hans far var invandrare från Londons slumkvarter. Fadern sålde frukt och grönsaker från en kärra, något som nätt och jämnt räckte till att försörja familjen. Enligt Fields själv rymde han hemifrån som 11-åring, efter ett våldsamt gräl med fadern, han hävdade vidare i intervjuer att han under lång tid därefter levde på svältgränsen och tvingades snatta för att få mat. Senare undersökningar, bland annat i form av intervjuer med Fields syster, visar emellertid att Fields uppväxt troligen var stabilare än han själv hävdade, och att han flyttade ut sent i tonåren.

### Den tidiga karriären
Ända sedan han var nio hade Fields övat jonglering med förhoppning att en gång bli världens mest berömda jonglör. Som 14-åring fick han arbete som jonglör i en nöjespark och blev sedan populär inom vaudeville. 1901 gjorde han en turné i Europa, där han uppträdde såväl på London Palace som på Folies-Bergère i Paris, samt gjorde en föreställning på kunglig begäran på Buckingham Palace.
1905 framträdde han på Broadway för första gången. Han blev efterhanden stor stjärna på scenen; bland annat medverkade han i Ziegfeld Follies varje år från 1915 till 1921. År 1923 hade han sin största framgång på Broadway i pjäsen Poppy.

### På film
Till filmen ankom Fields redan 1915 när han medverkade i två korta komedier, men det skulle dröja tio år innan han filmade igen. 1924 gjorde han comeback på vita duken, och spelade de nästa fyra åren huvudroll i flera längre filmer för Paramount. Några titlar är Sally Saw the Sawdust (1925), regisserad av D.W. Griffith, och It's the Old Army Game (1926) med Louise Brooks. Sitt stora genombrott fick Fields emellertid först när talfilmen ersätt stumfilmen i Hollywood; 1932–33 medverkade han i fyra kortfilmer för Mack Sennett, som blev väl mottagna. Bland dessa är kanske den surrealistiska The Fatal Glass of Beer (1933) den mest välkända i dag.
Succén ledde till åter ett kontrakt hos Paramount; Fields medverkade först i större biroller, men blev snart stjärna i sina egna komedier. Filmerna The Old-Fashioned Way (1934), You're Telling Me! (1934), Löjliga familjen (1934), The Man on the Flying Trapeze (1935) och Poppy (1936) hyllas än i dag som komiska mästerverk och bidrog att för allvar etablera Fields inom filmen. Fields skrev oftast sina synopsis själv och även det mesta av sina egna dialoger. Han blev snabbt känd för sina kvicka, ofta sarkastiska repliker. Fields medverkade även i filmen The Personal History, Adventures, Experience, & Observation of David Copperfield the Younger (1935), i vilken han spelade Micawber.

### Senare år
Fields var starkt alkoholiserad under större delen av sitt vuxna liv, vilket efterhand drabbade både hans hälsa och karriär. 1937 försvann han plötsligt ur media på grund av sjukdom. Han gjorde dock comeback året därpå som komiker i radio, vilket ledde till ett kontrakt med filmbolaget Universal. Åren 1939–41 medverkade Fields åter i en serie framgångsrika komedier, inklusive Mej lurar ni inte (You Can't Cheat an Honest Man) (1939), My Little Chickadee (1940) med Mae West, Bankdeckaren (The Bank Dick) (1940) samt Never Give a Sucker an Even Break (1941). Efter detta förvärrades dock Fields hälsa, och under sina sista år medverkade han enbart i småroller samt radio.

### Privatliv
Fields gjorde sig känd som en misantrop, kvinnohatare och suput, och lyckades leva upp till denna image så väl även inför intervjuer och offentliga framträdanden att publiken tog för givet att mannen de såg på film representerade verklighetens Fields. Ett känt citat är: "Any man who hates small dogs and children can't be all bad". Han blev dock far till två söner, och flera av hans bekanta har sagt att Fields kyniska personlighet var mer en "image" än hans verkliga "jag". Fields gifte sig som tjugoåring med Harriet Hughes; trots att paret separerade efter några få år förblev de gifta hela Fields liv.
Fields hyste misstro till myndigheter och sina medmänniskor, i synnerhet bankirer och personer i chefsställning. Hans misstro till banker gjorde att han delade upp sitt sparkapital i små summor som han placerade på konton i olika banker – det sades att han hade mer än 700 bankkonton under fiktiva namn på banker världen över. Huruvida detta är sant eller endast en av många legender om Fields har varit omdiskuterat.

## Filmografi i urval
- 1915 – Pool Sharks
- 1925 – Cirkusluft
- 1926 – Mannen som gör vad som faller honom in
- 1931 – Her Majesty, Love
- 1932 – Sensation i Los Angeles
- 1932 – Om jag hade en miljon
- 1933 – Alla tiders apotekare
- 1933 – International House
- 1933 – The Barber Shop
- 1933 – Tillie and Gus
- 1933 – Alice i Underlandet
- 1934 – Äventyr på bröllopsresan
- 1934 – Äkta man på vift
- 1934 – Här va de cirkus (alt. svensk titel Mina damer och herrar)
- 1934 – Mrs. Wiggs of the Cabbage Patch
- 1934 – Löjliga familjen
- 1935 – David Copperfield
- 1935 – Äventyraren från Mississippi
- 1935 – Man on the Flying Trapeze
- 1936 – Poppy
- 1938 – Radioparaden 1938
- 1939 – Mej lurar ni inte
- 1940 – My Little Chickadee (alt. svensk titel West i västern)
- 1940 – Bankdeckaren
- 1941 – Never Give a Sucker an Even Break
- 1942 – Manhattan
- 1944 – Song of the Open Road
- 1944 – Sensation 1945